# (21577) Negron
Pour les articles homonymes, voir Négron (homonymie).
(21577) Negron est un astéroïde de la ceinture principale.

## Description
(21577) Negron est un astéroïde de la ceinture principale. Il fut découvert le 17 septembre 1998 à la station Anderson Mesa par le programme LONEOS. Il présente une orbite caractérisée par un demi-grand axe de 2,28 UA, une excentricité de 0,10 et une inclinaison de 5,1° par rapport à l'écliptique.

## Compléments